# Forrest Carter
Forrest Carter, vlastním jménem Asa Earl Carter (4. září 1925 – 7. června 1979) byl americký spisovatel a tvůrce proslovů. Proslovy psal pro guvernéra George Wallace, který byl stoupencem segregace nazývaným pro své názory „Jižan“. Carter se vydával za sirotka, který byl svěřen do péče svých prarodičů Čerokíů, a tvrdil, že ze svých zážitků sepsal knihu Škola Malého stromu, která se stala světovým bestsellerem.

## Život
Asa Carter se narodil v Annistonu ve státě Alabama v roce 1925 jako nejstarší ze čtyř dětí. Ačkoli tvrdil, že je sirotek, vychovali jej ve skutečnosti rodiče Ralph a Hermione Carterovi, kteří oba žili až do Carterovy dospělosti poblíž Oxfordu v Alabamě.
Carter sloužil během 2. světové války v americkém námořnictvu na University of Colorado studoval žurnalistiku. Po válce si vzal indiánku Thelmu Walker. Měli čtyři děti a usídlili se v Birminghamu v Alabamě. Carter pracoval v několika rádiích, až nakonec zakotvil na stanici WILD v Birminghamu, kde pracoval v letech 1953–1955. Carterovy vstupy z radia WILD byly sponzorovány American State's Rights Association a show byla nakonec zrušena a Carter vyhozen. Obecní radu přestal vést poté, co odmítl omezit svou antisemitskou rétoriku a zabývat se více otázkou segregace černochů. Carter pak založil skupinu politických odpadlíků pojmenovanou North Alabama Citizen's Council. Ve stejných letech si také založil vlastní čerpací stanici.
V březnu 1956 pracoval Carter na národních zprávách jako mluvčí pro segregaci. Byl dokonce citován, že se Národní asociace pro podporu barevných infiltrovala mezi americké náctileté s nemorálními rokenrolovými nahrávkami a volal po vyčištění jukeboxů od černošských interpretů.
V polovině padesátých let pak založil paramilitární skupinu odštěpenou od Ku Klux Klanu a začal vydávat měsíčník Jižan, v němž vycházely teorie o nadřazenosti bílé rasy a antikomunistické články. Z této skupiny vzešli útočníci zodpovědní za útok na zpěváka Nata Kinga Colea v dubnu 1956 a za další útok na černošského nádeníka jménem Aaron. Carter se těchto akcí přímo neúčastnil. Sám pak v roce 1958 odštěpenou skupinu zrušil poté, co byli zastřeleni dva její členové při sporu o finance. Policie sice Cartera obžalovala, obvinění ale byla následně stažena.
V 60. letech pracoval pro guvernéra Wallace, známého vyznavače segregační politiky. Carter je jedním ze dvou mužů, kterým se přičítá Wallaceův neblaze proslulý výrok: „Segregace dnes, segregace zítra, segregace navždy!“, který se objevil i ve Wallaceově inaugurační řeči v roce 1963. Carter pak spolupracoval i s Wallaceovou manželkou Lurleen, která byla zvolena guvernérkou Alabamy v roce 1966. Wallace nikdy neosvětlil Carterovu roli ve své politické kariéře a do své smrti odmítal, že by Asu Cartera znal.
Po liberálním odklonu Wallace od původní politiky segregace Carter proti Wallacovi dokonce v roce 1970 kandidoval za bílou rasistickou platformu a skončil poslední s pouhými 1,51 % hlasů. Walace volby vyhrál a při jeho inauguraci se Carter a několik jeho přívrženců objevili s nápisy „Wallace je fanatik“ a „Osvoboďte naše bílé děti“. To bylo poslední Carterovo veřejné vystoupení.

## Dráha spisovatele a smrt
Poté, co Carter prohrál volby, přestěhoval se do Sweetwater v Texasu, kde pozměnil svou dráhu a začal pracovat na své první knize. Dny trávil v místní veřejné knihovně, oddělil se od vlastní minulosti, synům začal říkat „synovci“ a jméno si změnil na Forrest Carter na počest generála Nathana Bedforda Forresta, který bojoval v americké občanské válce. Se svou ženou se později přestěhoval na St. George's Island (Florida), kde dopsal pokračování ke své první knize a své dvě nové knihy s tematikou původních obyvatel Ameriky. V druhé polovině 70. let se oddělil od ženy, která zůstala na Floridě, a odjel zpět do Texasu do městečka Abilene.
Jeho nejznámější knihy jsou The Rebel Outlaw: Josey Wales (Gone to Texas) (1975) a Škola Malého stromu (1976), která se za Carterova života prodávala jen skromně, ale po jeho smrti se stala bestsellerem. V České republice se umístila v čele žebříčků nejprodávanějších knih roku 2013, nejprve v kategorii non-fiction a později v kategorii fiction.[zdroj?]
V roce 1978 vydal Carter knihu Odvedu vás do Sierry Madre (Watch for Me on the Mountain), fiktivní životopis apačského náčelníka Geronima. V době, kdy pracoval na pokračování Školy malého stromu a scénáři ke knize, zemřel v Abilene na zadušení jídlem a krevní sraženinou po pěstní bitce, údajně se svým synem. Pohřeb se konal v Annistonu v Alabamě bez účasti rodinných příslušníků.